# Stazione di Arezzo
La stazione di Arezzo è una stazione ferroviaria al servizio dell'omonima città, che si trova sulla linea storica che collega Firenze con Roma. La stazione ha anche due interconnessioni con la linea Direttissima e funge inoltre da capolinea per le ferrovie Arezzo-Stia e Arezzo-Sinalunga della Ferroviaria Italiana.

## Storia
La stazione di Arezzo è stata inaugurata il 15 marzo 1866. Tra il 1932 e il 1944 ad essa facevano capo quattro linee ferroviarie facenti capo a quattro compagnie diverse, unico caso in Italia assieme alla stazione di Ferrara:
- ferrovia Firenze-Roma delle Ferrovie dello Stato;
- ferrovia Appennino Centrale, gestita dall'omonima società, a scartamento ridotto di 950 mm, che la collegava a Fossato di Vico, lungo la ferrovia Roma-Ancona, passando per Anghiari, Sansepolcro, Città di Castello, Umbertide e Gubbio;
- ferrovia Arezzo-Stia della Società Veneta;
- ferrovia Arezzo-Sinalunga della società La Ferroviaria Italiana.

Il primo binario della stazione era originariamente a tre rotaie, per permettere il transito dei treni a scartamento ridotto diretti a Fossato di Vico.
Nel 1953 il sovrappasso pedonale ivi presente fu trasferito e ricollocato nella stazione di Massa Centro.

## Strutture e impianti

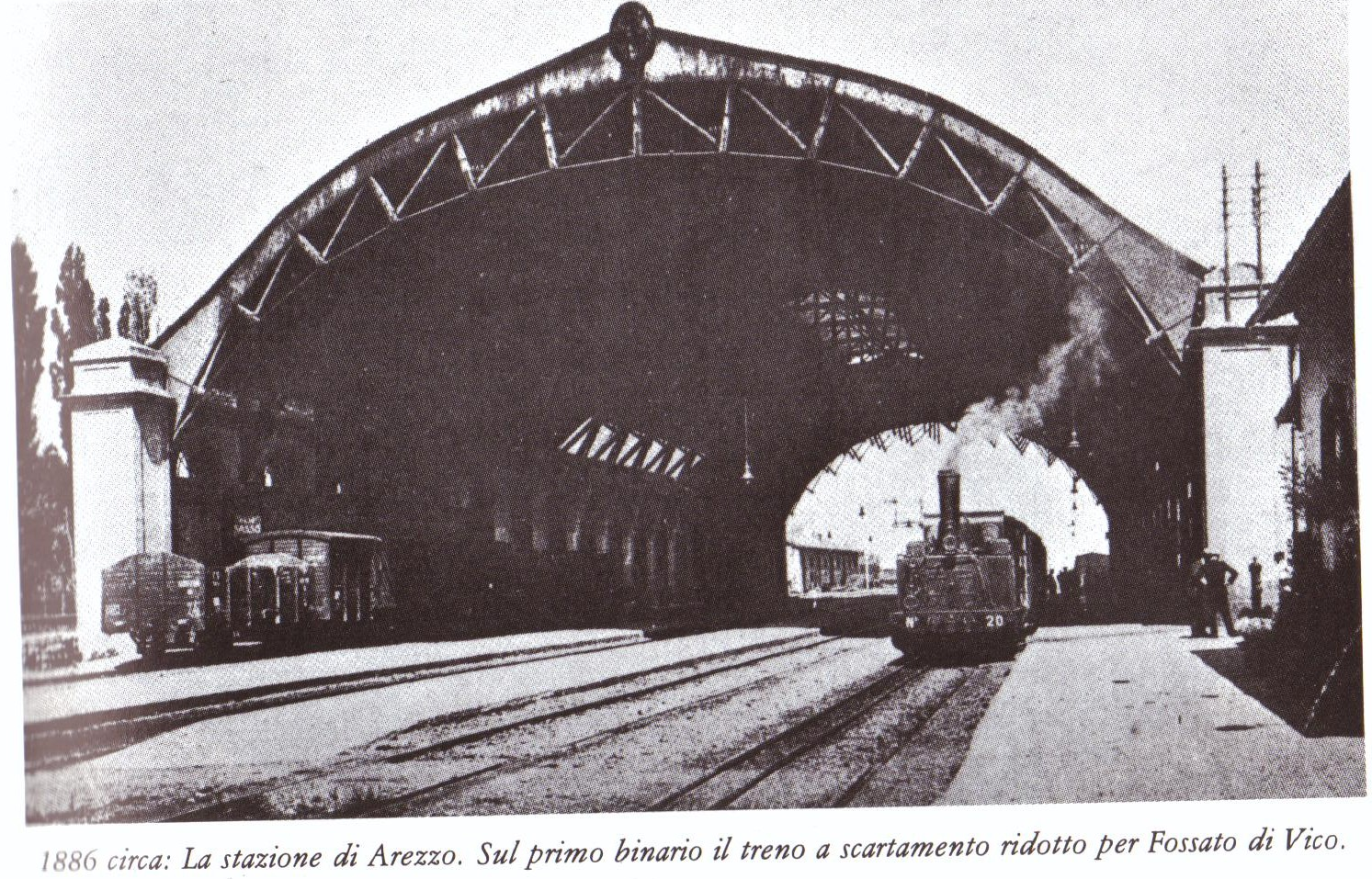
La stazione nel 1886, alcuni anni dopo l'apertura con un treno in partenza per Fossato di Vico

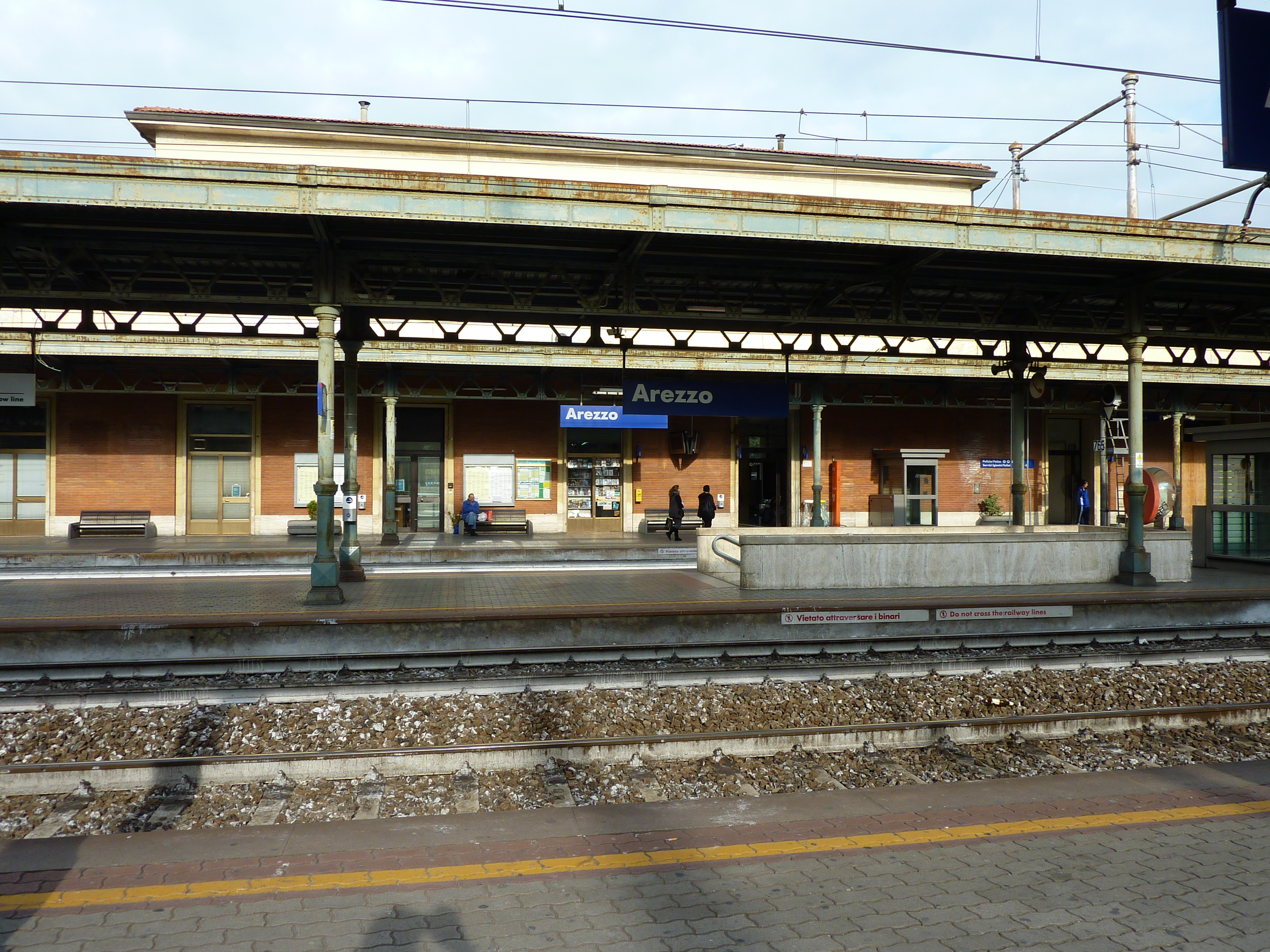
La stazione al 2010

La stazione dispone di sette binari passeggeri (dall'1 al 6, con l'aggiunta dell'1-Nord) e di un fascio di cinque binari per i treni merci.
Il fabbricato viaggiatori, sviluppato su due piani, si articola in tre volumi: uno centrale più alto e due laterali uguali tra loro. La facciata, nella parte centrale, è ritmata da cinque grandi arcate vetrate a tutto sesto che segnano l'ingresso alla stazione, sormontate da un orologio; lateralmente è invece caratterizzata da una serie continua di finestrature e di aperture che ne accentuano la dimensione orizzontale. Una pensilina esterna, in cemento armato, è posizionata all'altezza delle porte di ingresso. Grazie ad un'importante manutenzione il piazzale antistante è stato trasformato da parcheggio per auto e taxi ad una pedonalizzazione nella parte centrale. Ai due lati vi sono il parcheggio per sbarco taxi ed il parcheggio per motocicli, biciclette e bike e car sharing. Subito accanto alla stazione vi sono il Metropark e la stazione per autobus.
Sul piazzale antistante all'ingresso della stazione è stata collocata, su un basamento, una copia a grandezza naturale del celebre bronzo etrusco "Chimera di Arezzo",

## Movimento
L'impianto è servito da treni a lunga percorrenza svolti da Trenitalia e dai servizi regionali operati da Trenitalia e Trasporto Ferroviario Toscano nell'ambito dei contratti di servizio stipulati con la Regione Toscana.
Il traffico che interessa la stazione è stimato in circa 4 milioni di viaggiatori all'anno. La stazione è servita anche da vari Frecciarossa, nello specifico uno della relazione Milano-Salerno, uno della relazione Napoli-Venezia, una coppia di treni della relazione Firenze-Napoli e viceversa e una coppia della relazione Torino-Perugia e viceversa.

## Servizi
La stazione, che RFI classifica nella categoria "Gold", dispone di:
- Biglietteria a sportello
- Biglietteria automatica
- Bar
- Posto di Polizia ferroviaria
- Servizi igienici
- Ristorante
- Ufficio informazioni turistiche
- Annuncio sonoro automatico arrivi e partenze
- Stazione video sorvegliata
- Sottopassaggio
- Parcheggio cicli e motocicli
- Accessibilità per portatori di handicap

## Interscambi
Di fronte alla stazione effettuano transito o capolinea autolinee urbane e interurbane operate da Autolinee Toscane e Busitalia.
- Fermata autobus
- Stazione taxi